# 중랑구 갑
서울 중랑구 갑은 대한민국의 국회의원 선거구이다. 서울특별시 중랑구 일부 지역을 관할한다. 현 지역구 국회의원은 더불어민주당의 서영교이다.

## 역사
중랑구는 원래 동대문구의 일부였다가 1988년 1월 1일 행정구역 개편으로 동대문구의 면목동, 상봉동, 중화동, 묵동, 망우동, 신내동 등이 분리되어 중랑구로 독립되었다. 이에 따라 1988년 대한민국 제13대 국회의원 선거부터 동대문구 선거구에서 떨어져 나오면서 신설되었다. 
신설 당시 중랑구의 면목동 일대를 묶어 '중랑구 갑'이 되었으며, 나머지 지역들은 '중랑구 을'이 되었다. 2000년 제16대 총선부터 중랑구 을 지역구에서 상봉2동과 망우3동이 편입된 이후 선거구 구획은 큰 변화 없이 지금까지 유지되고 있다.

## 관할 구역
| 대수      | 관할 구역 |
| --------- | --- |
| 13대~14대 | 중랑구 면목제1동, 면목제2동, 면목제3동, 면목제4동, 면목제5동, 면목제6동, 면목제7동                                  |
| 15대      | 중랑구 면목제1동, 면목제2동, 면목제3동, 면목제4동, 면목제5동, 면목제6동, 면목제7동, 면목제8동                       |
| 16대~17대 | 중랑구 면목제1동, 면목제2동, 면목제3동, 면목제4동, 면목제5동, 면목제6동, 면목제7동, 면목제8동, 상봉제2동, 망우제3동 |
| 18대~현재 | 중랑구 면목본동, 면목제2동, 면목제3·8동, 면목제4동, 면목제5동, 면목제7동, 상봉제2동, 망우제3동                      |

## 역대 국회의원
| 선거   | 정당 | 정당           | 의원   |
| ------ | ---- | -------------- | ------ |
| 1988년 |      | 평화민주당     | 이상수 |
| 1992년 |      | 민주자유당     | 이순재 |
| 1996년 |      | 새정치국민회의 | 이상수 |
| 2000년 |      | 새천년민주당   | 이상수 |
| 2004년 |      | 열린우리당     | 이화영 |
| 2008년 |      | 한나라당       | 유정현 |
| 2012년 |      | 민주통합당     | 서영교 |
| 2016년 |      | 더불어민주당   | 서영교 |
| 2020년 |      | 더불어민주당   | 서영교 |
| 2024년 |      | 더불어민주당   | 서영교 |

## 역대 선거 결과

### 대한민국 제13대 국회의원 선거
|  | 32.30% |

|  | 31.40% |

|  | 20.22% |

|  | 11.84% |

|  | 4.22% |

### 대한민국 제14대 국회의원 선거
|  | 48.71% |

|  | 44.75% |

|  | 6.52% |

### 대한민국 제15대 국회의원 선거
|  | 47.73% |

|  | 27.65% |

|  | 8.61% |

|  | 7.76% |

|  | 6.74% |

|  | 1.49% |

### 대한민국 제16대 국회의원 선거
|  | 49.52% |

|  | 40.37% |

|  | 4.98% |

|  | 2.82% |

|  | 2.29% |

### 대한민국 제17대 국회의원 선거
|  | 44.19% |

|  | 38.17% |

|  | 7.67% |

|  | 4.88% |

|  | 3.23% |

|  | 1.34% |

|  | 0.36% |

|  | 0.12% |

### 대한민국 제18대 국회의원 선거
|  | 40.51% |

|  | 31.17% |

|  | 13.34% |

|  | 11.67% |

|  | 2.73% |

|  | 0.55% |

### 대한민국 제19대 국회의원 선거
|  | 40.91% |

|  | 23.71% |

|  | 22.92% |

|  | 9.79% |

|  | 2.64% |

### 대한민국 제20대 국회의원 선거
|  | 54.15% |

|  | 31.45% |

|  | 13.50% |

|  | 0.89% |

### 대한민국 제21대 국회의원 선거
|  | 57.76% |

|  | 36.28% |

|  | 2.83% |

|  | 1.16% |

|  | 0.78% |

|  | 0.65% |

|  | 0.51% |

### 대한민국 제22대 국회의원 선거
|  | 61.92% |

|  | 38.07% |

## 같이 보기
- 대한민국의 국회의원 선거구 목록